# Władysław Andrzej Czapliński
Władysław Andrzej Czapliński (ur. 25 listopada 1954 w Gdańsku) – polski prawnik, radca prawny, profesor nauk prawnych specjalizujący się w prawie Unii Europejskiej i prawie międzynarodowym publicznym.

## Kariera akademicka
W latach 1988–1990 i 1995 był stypendystą Fundacji im. Aleksandra von Humboldta na Uniwersytecie w Tybindze i Instytucie Prawa Międzynarodowego im. Maxa Plancka w Heidelbergu. W 1995 uzyskał stopień doktora habilitowanego, a w 1999 tytuł profesora.
W latach 1999–2000 był pracownikiem Wydziału Prawa i Administracji Uniwersytetu Gdańskiego. Od 2001 roku jest pracownikiem naukowym Centrum Europejskiego Uniwersytetu Warszawskiego. Pełni też funkcję kierownika Katedry Prawa Międzynarodowego Europejskiej Wyższej Szkoły Prawa i Administracji oraz członka zarządu Fundacji Promocji Prawa Europejskiego. Jest jednym z tutorów Collegium Invisibile.
W latach 2011–2012 prowadził wykłady z prawa międzynarodowego i prawa UE oraz był kierownikiem Katedry Prawa Międzynarodowego Wyższej Szkoły i Zarządzania im. Heleny Chodkowskiej w Warszawie.
W latach 2004–2016 pełnił funkcję dyrektora Instytutu Nauk Prawnych Polskiej Akademii Nauk. Jest redaktorem naczelnym rocznika Polish Yearbook of International Law.
Wykładał gościnnie na uniwersytetach w Paryżu, Nicei oraz Frankfurcie nad Odrą.
Pod jego kierunkiem stopień naukowy doktora otrzymały Monika Szwarc (2004) i Karolina Wierczyńska (2008).

## Działalność publiczna
W latach 1999–2005 był członkiem Rady Legislacyjnej przy Prezesie Rady Ministrów. Od 2004 roku jest przewodniczącym Komitetu Doradczego Prawa Europejskiego przy Ministrze Sprawiedliwości, a od roku 1998 również członkiem Doradczego Komitetu Prawnego przy Ministrze Spraw Zagranicznych.
W 2011 roku był polskim kandydatem na sędziego Międzynarodowego Trybunału Karnego, jednak nie został wybrany.

## Odznaczenia
- Krzyż Kawalerski Orderu Odrodzenia Polski (2003)[8]
- Odznaka Honorowa „Bene Merito” (2014)[9]